# Кузьёль (сельское поселение)
Кузьёль — административно-территориальная единица (административная территория посёлок сельского типа с подчинённой ему территорией) и муниципальное образование (сельское поселение с полным официальным наименованием муниципальное образование сельского поселения «Кузьёль») в составе Койгородского муниципального района в Республике Коми Российской Федерации.
Административный центр — посёлок Кузьёль.

## История
Статус и границы административной территории установлены Законом Республики Коми от 6 марта 2006 года № 13-РЗ «Об административно-территориальном устройстве Республики Коми».
Статус и границы сельского поселения установлены Законом Республики Коми от 5 марта 2005 года № 11-РЗ «О территориальной организации местного самоуправления в Республике Коми».
12 октября 2018 года, Законом Республики Коми от 1 октября 2018 года N 72-РЗ, в состав административной территории и сельского поселения Кузьёль были включены 2 населённых пункта упразднённых административной территории и сельского поселения Ком.

## Состав
Состав административной территории и сельского поселения:
| № | Населённый пункт | Тип населённого пункта | Население |
| - | ---------------- | ---------------------- | --------- |
| 1 | Ком              | посёлок                | ↘46       |
| 2 | Кузьёль          | посёлок                | ↘202      |
| 3 | Усть-Воктым      | посёлок                | 43        |

## Население
| 2010 | 2011 | 2012 | 2013 | 2014 | 2015 | 2016 |
| ---- | ---- | ---- | ---- | ---- | ---- | ---- |
| 294  | ↘293 | ↘282 | ↘275 | ↗277 | ↘256 | ↘252 |
| 2017 | 2018 | 2019 | 2020 | 2021 |      |      |
| ↘234 | ↘226 | ↘219 | ↘202 | ↗283 |      |      |